# Petra Born
Petra Born (* 1. August 1965 in Zweibrücken, Rheinland-Pfalz) ist eine ehemalige deutsche Eistänzerin. Mit ihrem Eistanzpartner Rainer Schönborn wurde sie dreimal Deutsche Meisterin im Eistanz und gewann 1985 die Bronzemedaille bei den Europameisterschaften. Das Paar wurde 9. der Olympischen Winterspiele 1984. Sie starteten zunächst für den ERCH Zweibrücken und später für den Würzburger ERV. Ihr Trainer war Martin Skotnický.

## Erfolge/Ergebnisse
(mit Rainer Schönborn)
| Wettkampf/Jahr           | 1981 | 1982 | 1983 | 1984 | 1985 |
| ------------------------ | ---- | ---- | ---- | ---- | ---- |
| Olympische Winterspiele  |      |      |      | 9.   |      |
| Weltmeisterschaften      | 21.  | 14.  | 9.   | 9.   | 5.   |
| Europameisterschaften    | 16.  | 11.  | 6.   | 6.   | 3.   |
| Deutsche Meisterschaften | 2.   | 2.   | 1.   | 1.   | 1.   |